# Henry Uzochukwu
Henry Uzochukwu Onuorah (Obosi, 22 gennaio 1999) è un calciatore nigeriano, difensore del Sūduva.

## Carriera
Cresciuto nel settore giovanile dell'Ebedei, nel 2017 si trasferisce ai danesi del Midtjylland, con cui gioca per un anno nelle giovanili del club, prima di essere ceduto in prestito al Fredericia, nella seconda divisione danese. Dopo due anni e mezzo in cui accumula 48 presenze e 3 reti in campionato, nel 2021 viene acquistato a titolo definitivo dai finlandesi del KuPS, con cui esordisce anche nelle coppe europee.

## Statistiche

### Presenze e reti nei club
Statistiche aggiornate al 29 settembre 2021.
| Stagione          | Squadra           | Campionato        | Campionato | Campionato | Coppe nazionali | Coppe nazionali | Coppe nazionali | Coppe continentali | Coppe continentali | Coppe continentali | Altre coppe | Altre coppe | Altre coppe | Totale | Totale |
| Stagione          | Squadra           | Comp              | Pres       | Reti       | Comp            | Pres            | Reti            | Comp               | Pres               | Reti               | Comp        | Pres        | Reti        | Pres   | Reti   |
| ----------------- | ----------------- | ----------------- | ---------- | ---------- | --------------- | --------------- | --------------- | ------------------ | ------------------ | ------------------ | ----------- | ----------- | ----------- | ------ | ------ |
| 2018-2019         | Fredericia        | 1D                | 12         | 0          | CD              | 2               | 0               |                    | -                  | -                  |             | -           | -           | 14     | 0      |
| 2019-2020         | Fredericia        | 1D                | 24         | 2          | CD              | 3               | 1               |                    | -                  | -                  |             | -           | -           | 27     | 3      |
| lug.-dic. 2020    | Fredericia        | 1D                | 12         | 1          | CD              | 0               | 0               |                    | -                  | -                  |             | -           | -           | 12     | 1      |
| Totale Fredericia | Totale Fredericia | Totale Fredericia | 48         | 3          |                 | 5               | 1               |                    | -                  | -                  |             | -           | -           | 53     | 4      |
| 2021              | KuPS              | VL                | 16         | 0          | CF              | 1               | 0               | UECL               | 7                  | 1                  |             | -           | -           | 24     | 1      |
| Totale carriera   | Totale carriera   | Totale carriera   | 64         | 3          |                 | 6               | 1               |                    | 7                  | 1                  |             | -           | -           | 77     | 5      |

## Palmarès

### Club

#### Competizioni nazionali
- Coppa di Finlandia: 1

KuPS: 2021
- USL Championship: 1

Phoenix Rising: 2023